# 克里夫·巴克斯特
克里夫·巴克斯特（英語：Cleve Backster， 1924年2月27日—2013年6月24日）是一名美國中央情报局的审讯专家，以在1960年代使用测谎仪对植物进行的实验而闻名，他认为植物会感到疼痛并具有超感官知觉（ESP）。他是加利福尼亚州圣地牙哥巴克斯特谎言检测学院的前任主任，在对植物进行实验之前是一名测谎仪讲师。第二次世界大战后不久，巴克斯特成立了中央情报局的测谎仪部门，训练警察使用测谎仪。他将植物对思想的敏感性称为“主要感知”，并于1968年在《国际超心理学杂志》上发表了他的实验结果。

## 外部連結
- Cleve Backster's website （页面存档备份，存于）
- Backster School of Lie Detection Website （页面存档备份，存于）
- "Coast To Coast AM" show with Cleve Backster （页面存档备份，存于）
- "The Intelligent Plant: Scientists debate a new way of understanding flora." Michael Pollan （页面存档备份，存于）